# Троя (Италия)
Тро̀я (на италиански: Troia, до края на XIX век Troja) е градче и община в Южна Италия, провинция Фоджа, регион Пулия. Разположен е на 439 m надморска височина. Населението на общината е 7411 души (към 2010 г.).